# Пендиковское озеро
Пендиковское — озеро в Ленинградской области России.

## География
Озеро Пендиковское находится в Тосненском районе Ленинградской области, в 6 км к востоку от деревни Нурма. Высота над уровнем моря — 48,1 метра. Севернее и северо-восточнее озера находится Ерякинское болото, юго-восточнее — Пендиковское.
Площадь озера — 2,1 км², площадь водосборного бассейна — 21,4 км². Дно заилено. Относится к бассейну реки Мги. Из озера вытекают реки Иголинка и Чудля.
До 1970-х годов к северу от озера находилась деревня Пендиково.

## Данные водного реестра
По данным государственного водного реестра России и геоинформационной системы водохозяйственного районирования территории РФ, подготовленной Федеральным агентством водных ресурсов:
- Бассейновый округ — Балтийский
- Речной бассейн — Нева (включая бассейны рек Онежского и Ладожского озера)
- Речной подбассейн — Нева и реки бассейна Ладожского озера (без Свири и Волхова, российская часть бассейнов)
- Водохозяйственный участок — Нева от истока до водомерного поста Новосаратовка